# That's the Spirit (videogioco)
That's the Spirit è un videogioco di avventura dinamica pubblicato nel 1985 per ZX Spectrum dalla The Edge, un'etichetta della società britannica Softek. Si svolge in una New York del prossimo futuro infestata dai fantasmi e il giocatore controlla un personaggio che ha il compito di catturarli. Lo scenario è multischermo con visuale di lato. Mentre i comandi di movimento sono limitati a camminare a destra e sinistra, ci sono oltre 20 comandi da avventura che vengono dati premendo il rispettivo tasto; con l'edizione originale era fornita una mascherina da appoggiare sulla tastiera dello Spectrum per facilitare il riconoscimento dei tasti.